# 島津忠直 (垂水家)
島津 忠直（しまづ ただなお）は、江戸時代前期から中期の薩摩藩士。大隅郡垂水領主。垂水島津家8代当主。

## 経歴
貞享5年（1688年）4月5日、薩摩藩主島津綱貴の三男として生まれる。元禄6年（1693年）、綱貴の命で垂水島津久治の家督を相続した。家中の序列は、加治木島津家の久季に次ぐ2番目。
先代久治から続く嫁女川（よめじょがわ）疎水工事を継続した。工事には3万両と50年の月日を費やし、次代貴儔の寛保元年（1741年）に竣工した。
正徳元年（1711年）6月25日。享年24。家督は藩主島津吉貴（忠直の兄）の三男貴儔が相続した。貴儔と正室鎌鶴（忠直次女）の娘都美は、加治木家の島津久門（のちの7代藩主重年）に嫁ぎ、8代藩主重豪を産んでいる。

## 和歌
- 君が代はいつもかはらぬ松が枝の幾千年をかながく契らん
元禄12年（1699年）4月14日、父綱貴50歳を祝う祝宴の席で献じた和歌（西藩野史）